# スチュワート・グレンジャー
スチュワート・グレンジャー（Stewart Granger 本名：James Lablache Stewart 1913年5月6日 - 1993年8月16日）は、イギリス・ロンドン出身の俳優。

## 来歴
ウェスト・ロンドン生まれ。父親は軍人、母親は有名オペラ歌手を祖父に持つイタリア人。エプソム大学とウェーバー・ダグラス・アカデミーを卒業後、1933年にデビュー。名前がジェームズ・スチュワートであるため、すでに有名だった同名の俳優との混同を避けるため、自分の名字と祖母の旧姓グレンジャーとを組み合わせて芸名とした。
1943年に初出演映画『灰色の男』が大ヒットし、イギリスでスターとなる。その後活躍の場をハリウッドに移し、1940年代から50年代にかけて史劇映画に多く主演、また、デボラ・カー（不倫関係にあった）、リタ・ヘイワース、ジーン・シモンズ（後に彼の2番目の妻となった）、エヴァ・ガードナーといった多くの美人女優と共演し、美男ヒーローとして人気を博した。1956年にアメリカ合衆国に帰化。1960年代から70年代にかけてはイタリアや西ドイツなどのヨーロッパ映画にも多く出演した。
1993年8月16日、前立腺癌のため死去。80歳。

## 主な出演作品
- 灰色の男 The Man in Grey (1943)
- 激情 Fanny by Gaslight (1944)
- 愛の物語 Love Story (1944)
- 七つの月のマドンナ Madonna of the Seven Moons (1945)
- ウォタルー街 Waterloo Road (1945)
- シーザーとクレオパトラ Caesar and Cleopatra (1945)
- キャラバン Caravan (1946)
- 魔法の楽弓 The Magic Bow (1946) ニコロ・パガニーニ役
- 死せる恋人に捧ぐる悲歌（エレジイ） Sarabande for the Dead Lovers (1948)
- キング・ソロモン King Solomon's Mines (1950)
- 血闘（スカラムーシュ） Scaramouche (1952)
- 北の狼 The Wild North (1952)
- ゼンダ城の虜 The Prisoner of Zenda (1952)
- 情炎の女サロメ Salome (1953)
- 悲恋の王女エリザベス Young Bess (1953)
- 兄弟はみな勇敢だった All the Brothers Were Valiant (1953)
- 騎士ブランメル Beau Brummell (1954) 劇場未公開
- 緑の火・エメラルド Green Fire (1954)
- ムーンフリート Moonfleet (1955)
- 殺しのデッドロック Footstep in the Fog (1955)
- 最後の銃撃 The Last Hunt (1956)
- ボワニー分岐点 Bhowani Junction (1956)
- 潮風のいたづら The Little Hut (1957)
- 連発銃は知っている Gun Glory (1957)
- 不敵な爪 Harry Black (1958)
- アラスカ魂 North to Alaska (1960)
- 放浪の剣豪 Swordsman of Siena (1962)
- 史上最笑の作戦 Il giorno piu corto (1962) イタリア映画
- ソドムとゴモラ Sodom and Gomorrah (1963)
- 侵略戦線 The Secret Invasion (1964)
- 荒野の決断 Unter Geiern (1965) フランス・西ドイツ・イタリア映画
- 必殺の歓び Requiem for a Secret Agent (1967) イタリア映画
- サハリ! The Last Safari (1967)
- 大強盗団 The Trygon Factor (1967)
- バージニアン The Virginian (1970 - 1971) テレビドラマ、ゲスト出演
- バスカヴィル家の犬 The Hound of Baskervilles (1972) テレビ映画
- ワイルド・ギース The Wild Geese (1978)
- ホテル Hotel (1983、1987) テレビドラマ、ゲスト出演
- ジェシカおばさんの事件簿 Murder, She Wrote (1985) テレビドラマ、ゲスト出演